# Kurt Kuhnke

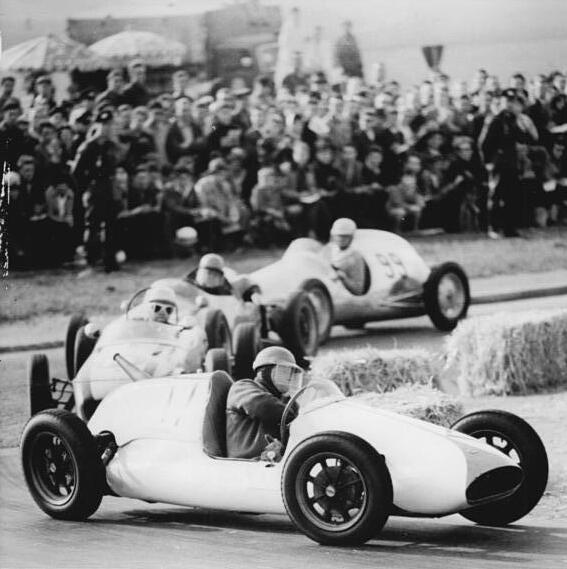
Kurt Kuhnke 1961 auf der Halle-Saale-Schleife

Kurt Kuhnke (* 30. April 1910 in Stettin; † 8. Februar 1969 in Braunschweig) war ein deutscher Rennfahrer, Konstrukteur und Unternehmer.

## Leben und Karriere
Kurt Kuhnke wurde 1910 in Stettin als Sohn eines Stellwerkmeisters geboren und zog schon bald mit seinen Eltern nach Braunschweig. Er besuchte die Volksschule, anschließend machte er eine kaufmännische Lehre und entwickelte nebenher als Autodidakt beträchtliche Fähigkeiten in technischen Dingen. Mit Grasbahnrennen auf Motorrädern von Ardie und Velocette begann 1930 seine motorsportliche Laufbahn.

### 1930er- und Kriegsjahre
Nach der Machtergreifung Hitlers und der Nationalsozialisten im Jahr 1933 nutzte Kuhnke sein Fuhrunternehmen insgeheim, um jüdischen Mitbürgern zu helfen, indem er deren Habe transportierte, wenn sie in die Emigration gezwungen wurden. Einen jüdischen Kaufmann, dem die Abschiebung in ein Lager drohte, versteckte er in seiner Werkstatt, bevor er ihn an die französische Grenze brachte, um von Frankreich nach Palästina zu fliehen.
Kuhnke verdiente mit seiner freien Tankstelle, dem Fuhrgeschäft und den Motorradspezialarbeiten recht gut, so dass er 1938 ein gebrauchtes DKW-Rennmotorrad kaufen konnte, mit dem er 1939 an allen deutschen Rundstreckenrennen teilnahm, auch am Eifelrennen auf dem Nürburgring und beim Großen Preis von Deutschland auf dem Sachsenring. Während des Zweiten Weltkrieges baute er den Motor seiner DKW auf Kompressoraufladung um. In einem Dorf nahe Braunschweig überdauerte diese Maschine den Krieg und befindet sich heute in Sammlerhand in Braunschweig (Fahrgestellnummer 260 710). Bereits 1946 startete er wieder bei Rennen. Der Kompressormotor war allerdings störanfällig, und Kuhnke fiel oft in der Spitzengruppe liegend aus. 1948 gewann er aber das Rennen auf dem Kölner Kurs, siegte auf dem Grenzlandring und war Zweiter im Dieburger Dreiecksrennen. 1949 gewann er in Berlin das Rennen auf der „Kleinen Avus“, wurde Zweiter beim Karlsruher Dreiecksrennen sowie in Saarbrücken und erkämpfte dritte Plätze auf dem Grenzlandring und beim Hamburger Stadtparkrennen.

### Nachkriegszeit

#### Kuhnke Sport 1 mit Zweizylinder-Zweitakt-Gegenkolben-Kompressormotor
1948 engagierte Kuhnke den ehemaligen DKW-Rennkonstrukteur Kurt Bang und ließ sich von ihm einen Zweizylinder-Gegenkolbenmotor mit Centrix-Kompressor konstruieren, nachfolgend kurz „Gegenläufer“ genannt. Kurt Bang erhielt Unterstützung vom Zeichner Erich Bergauer, der wie Bang später in der MZ-Rennabteilung eine führende Position einnahm. Ex-DKW Rennleiter August Prüßing stand den beiden sporadisch beratend zur Seite. Basis des Kuhnke-Gegenläufers bildete eine im Auftrag der Sowjetischen Militäradministration (SMAD) von 1946 bis 1948 unter Prüßings Federführung entwickelte und in fünf Exemplaren gebaute Gegenkolben-Rennmaschine. Nach Abschluss der Arbeiten wurde diese Rennmaschine mit allen technischen Unterlagen, Gussmodellen und Spezialwerkzeugen in das russische Zweirad Technologiezentrum Serpuchov verbracht. Bis weit in die 1950er Jahre spielte Prüßings Gegenläufer-Konstruktion im russischen Straßenrennsport eine zentrale Rolle und errang sogar in Kleinrennwagen Weltrekorde. Kuhnke pflegte seit Beginn seiner Rennsport-Karriere enge Beziehungen zur Zschopauer DKW-Rennabteilung und nach Kriegsende zu August Prüßings Chemnitzer Sonderkonstruktionsbüro SKTB, das die Gegenläufer entwickelte. In die Gegenläufer-Konstruktion für Kuhnke flossen alle Erfahrungen mit der SKTB-Konstruktion ein. Zwei zusätzliche, nach oben führende Auspuffrohre erleichterten das Abfließen der Auspuffgase, und die Zündkerzen wanderten nach unten. Im Gegensatz zum Vorläufer wurde der Motor längs eingebaut. Als Fahrgestell diente ein abgeänderter Rahmen einer Vorkriegsrennmaschine DKW 250 SS mit der Nummer 260722.
Die Gussmodelle für Kuhnkes Gegenläufer fertigte der Braunschweiger Modellbauer Ralf Kamann. Die mechanischen Arbeiten erfolgten in spezialisierten Firmen in der Region. Die Kolben lieferte die Fa. Wahl. Hoeckle baute die Kurbelwellen. Im August 1950 präsentierte Kuhnke seine KS1 anlässlich des Braunschweiger Prinzenpark-Rennens der Öffentlichkeit. Erst tags zuvor war der Motor fertig geworden. Beim ersten Renneinsatz am 17. September 1950 auf dem verregneten Grenzlandring gab es Elektrikprobleme, aber am 17. Oktober beim Autobahnrennen in Dessau siegte Kuhnke überlegen über Walfried Winkler auf einer ehemaligen DKW-Werksmaschine. Es folgten noch mehrere Renneinsätze mit wechselnden Erfolgen. Das Kompressorverbot der FIM verhinderte aber weitere Starts. Die KS1 wechselte nach Kuhnkes frühem Tod 1969 mehrfach den Besitzer und stand lange Zeit im Zweiradmuseum Neckarsulm, bis Hermann Herz sie erwarb, nach dem Vorbild der Vorkriegs-DKW-Rennmaschinen umkonstruierte und schließlich an die Audi Tradition verkaufte.

#### Rennsportwagen VLK
Anfang 1947 hatte Kuhnke mit Unterstützung des VW-Ingenieurs Walter Hampel in der Werkstatt von Heinrich Schwen & Sohn ein Sportcoupé mit einer stromlinienförmigen Karosserie des in Wolfsburg ansässigen Unternehmens Petersen & Sattler bauen lassen. Motor, Getriebe, Radaufhängungen usw. stammten vom VW Typ 1 (VW Käfer); der Radstand war von 2,40 Meter auf 2,20 Meter verkürzt. Kuhnke nannte den Wagen VLK (Vollstromlinien-Leichtbau-Konstruktion). Das erste Rennen des VLK am 24. August 1947 auf der Autobahn in Braunschweig endete mit einem Sieg. 1949 baute Kuhnke den Wagen zu einem Roadster um und verkaufte ihn an den Bad Harzburger Rennfahrer Richard Trenkel.
Als vermessen mag es gelten, dass Kuhnke und Hampel 1951 Porsche vorwarfen, der Porsche 356 sei ein Plagiat ihres VLK, und wahrscheinlich eine Entschädigung erwarteten. Vorausgegangen war die Feststellung, der VLK ähnele dem Berlin-Rom-Wagen, den das Porsche-Konstruktionsbüro 1939 unter Leitung von Erwin Komenda im Auftrag des Volkswagenwerks entwickelt hatte.

### 1950er-Jahre mit Formel 3 und Formel Junior
Im Jahr 1952 kaufte Kurt Kuhnke einen neuen Formel-3-Rennwagen, einen Cooper mit 500-cm³-Motor entsprechend dem damaligen Reglement. Mit diesem Cooper fuhr er zwischen 1952 und 1959 in ganz Europa rund 80 Rennen, von denen er viele gewann. 1952 siegte er beim Berliner AVUS-Rennen, 1953 beim Leipziger Stadtparkrennen und auf der Autobahnspinne in Dresden-Hellerau, 1954 war er Sieger beim Rennen in Salon-de-Provence, errang zweite Plätze in Montlhéry, in Agen (Südfrankreich) und bei der Schwedischen TT in Stockholm. Achtmal startete Kuhnke auf dem Sachsenring und wurde dabei zum Beispiel 1951 und 1955 Zweiter sowie 1953 Dritter.
Auf die Formel 3 folgte 1959 die Formel Junior mit Motoren bis 1100 cm³. Kuhnke fehlte das Geld, einen neuen Wagen dieser Formel zu kaufen und baute in seinen Cooper einen 1000-cm³-DKW-Motor mit etwa 80 PS Leistung ein. Mit diesem Auto fuhr der inzwischen 50-Jährige 1961 eine volle Saison mit guten Platzierungen und einem Sieg auf dem Bautzener Autobahnring sowie mit dritten Plätzen auf dem Nürnberger Norisring und beim Rennen auf der Halle-Saale-Schleife.

### Einstieg in die Formel 1
Mit 52 Jahren wagte Kurt Kuhnke den Einstieg in die Formel 1. Unterstützt von einem Geldgeber kaufte er alles aus der Rennabteilung der 1961 in Konkurs gegangenen Borgwardwerke, mit deren 1,5-Liter-Motor aus dem Borgward RS Stirling Moss 1959 den FIA-Cup der Formel 2 gewonnen hatte. Seit 1961 fuhr die Formel 1 mit 1,5-Liter-Motoren. Zunächst übernahm Kuhnke einen Lotus 18 mit Coventry-Climax-Motor von dem Rennfahrer Wolfgang Seidel und wenig später kaufte er – finanziert von einem Partner – einen Lotus 20 ohne Motor als zweites Auto.
In beide Wagen sollte der Borgward-Motor eingebaut werden, was sich aber trotz Mitwirkung eines früheren Borgward-Mitarbeiters als schwierig erwies und über einige Zeit hinzog. Deshalb wollte Kuhnke am Großen Preis von Deutschland 1963 mit dem Lotus-Climax teilnehmen, schaffte es jedoch nicht, sich zu qualifizieren.
Als beide Borgward-Kuhnke-Lotus (BKL) fertig waren, war der Borgward-Motor längst nicht mehr konkurrenzfähig, obwohl eine Leistung von 172 PS bei 8000/min genannt wurde. Kuhnke und sein Partner Ernst Maring fuhren 1964 einige Formel-1-Rennen ohne Weltmeisterschaftsstatus, ein Erfolg blieb allerdings aus.

### Letzte Lebensjahre
Nach dem Misserfolg in der Formel 1 endete Kuhnkes aktive Teilnahme am Motorsport, dem er aber bis zu seinem Tod verbunden blieb. Er betrieb eine Freie Tankstelle mit Gebrauchtwagenhandel, um sich den nötigen Lebensunterhalt zu verdienen. Vier Jahre nach dem Tod seiner Frau, der ihn schwer getroffen hatte, erlitt er im Februar 1969 einen Schlaganfall und starb im Alter von knapp 59 Jahren.